# 이영도 작품 속의 인공어
이영도의 작품에서는 '국가'라는 비중적 개념에 대한 관심이 타 소설에 비해 두드러지기 때문에 설정상의 문화적 차이나 심지어 국민 개개의 사고의 차이까지 각양 각색으로 설정해놓은 경향이 있다. 이 때문에 각각의 국가들은 문화만큼이나 개별적인 체계와 독자적인 구조를 지닌 타성의 언어를 사용하고, 작품의 사실성을 부여하기 위해 자신이 직접 창조한 언어를 대화 중간 중간에 끼워 넣었다.
이영도의 작품에서 등장하는 인공어들은 작가 자신이 댓글을 통해서 “언어에 공을 들이지 않았다”고 언급한적이 있으나, 실제로 일련의 패턴과 소재적 관련성이 있음을 이영도의 팬들에 의해 밝혀졌다. 이 페이지는 그 언어들에 대한 간단한 설명을 넣은 것이다.

## 바이서스어
'드래곤라자'와 그외의 일련의 소설에서 사용되는 바이서스어(Bisusen)는 소설 전반의 전개와 서술이 바이서스어로 이루어지기 때문에 특별한 해석의 어려움같은 것은 존재하지 않는다. 다만, 타국의 언어와 비교했을시엔 바이서스어의 어순이나 구조가 영문과 밀접한 관련이 있다는것을 추측할 따름이다.

## 헤게모니아어
헤게모니아어(Hegemonian)은 소설 전반에 등장한 사례가 극소수이기 때문에 데이터베이스화에 다소 어려움이 산재해 있다. 하지만 헤게모니아의 독음이나 표기방식은 영문식에 따르는것으로 추측되며, 특히 어문의 구조나 체계따위가 한국어와 유사하다는 평례가 지배적이다.

## 자이펀어
자이펀어(Djipenian)는 《드래곤라자》와 관련된 이영도의 대부분의 작품에 등장하는 언어로서 헤게모니아어와는 다르게 전개 비중이 크고, 사용의 빈번도가 잦아 이영도의 팬들에게 많은 관심을 받아왔다. 하지만 실제로 이영도는 자이펀어가 자신의 생각에서 나온 가상의 단어라 밝혔다.

## 아라짓어
《눈물을 마시는 새》와 후속작 《피를 마시는 새》에 등장하는 아라짓어는 몇 세기 전 인간이 쓰던 말로서, 아래아가 없는 점만 빼면 중세 한국어에 가깝다.